# René Esse
Louis Jules René Saugeron dit René Esse, né le 6 mai 1861 dans le 9e arrondissement de Paris et mort le 30 septembre 1893 dans le 3e arrondissement de cette même ville, est un chansonnier et parolier français.

## Biographie
René Esse naît le 6 mai 1861, rue de Rochechouart, d'un père typographe parisien et d'une mère nancéienne.
On lui doit les paroles de plus de 300 chansons sur des musiques, entre autres, de Lucien Delormel, Émile Spencer, Eugène Poncin, Gaston Maquis, Léopold Gangloff, etc.

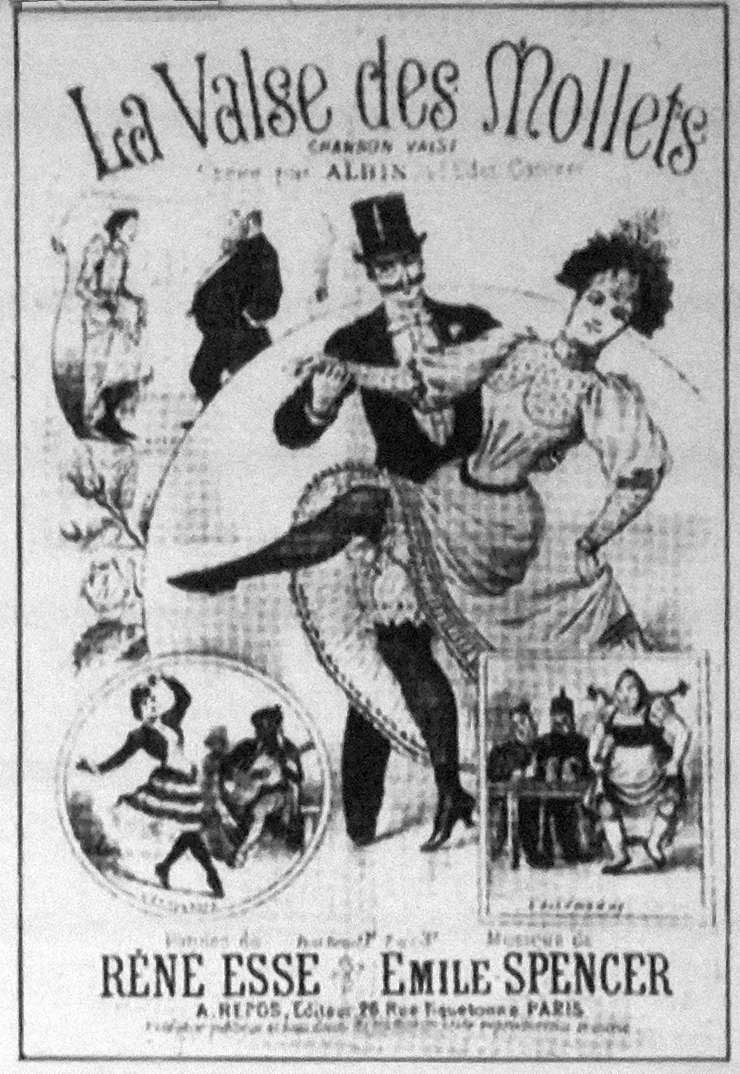
une partition de musique autour de la boisson Champagne.

Plusieurs de ses chansons, engagées, obtinrent un grand succès.
René Esse meurt à 32 ans, le 30 septembre 1893, à son domicile de la rue Meslay,. Il est inhumé le lendemain au cimetière de Montmartre (15e division).